# Masters (snooker)
El Masters és un torneig professional de snooker al que s'accedeix per invitació. Celebrat anualment des de 1975, és el segon torneig més antic en mantenir-se en el calendari darrere del Campionat del món. És un dels esdeveniments de la Triple Corona, juntament amb el Campionat del Món i el Campionat del Regne Unit, i tot i que no un és un torneig de rànquing, és considerat mentre un dels tornejos més prestigiosos en el circuit.
Van començar com un torneig d'invitació per als jugadors situats en el Top-10 del rànquing. Es va ampliar a 12 jugadors l'any 1981, i a 16 el 1983, que es manté des de llavors.
Ronnie O'Sullivan té el rècord de més títols del Masters, ja que l'ha guanyat en set ocasions. Stephen Hendry ha guanyat sis títols, Cliff Thorburn, Steve Davis, Mark Selby, i Paul Hunter tres, i Alex Higgins, Mark Williams i John Higgins dos. Al 2016, el trofeu dels Masters va ser rebatejat com a Trofeu Paul Hunter, campió en tres ocasions del torneig i que va traspassar l'any 2006 a l'edat de 27 anys. El campió amb més edat de la història del Masters és Stuart Bingham, amb 43 anys i 243 dies, títol guanyat l'any 2020, mentre que el més jove és O'Sullivan, qui va guanyar el seu primer títol l'any 1995 amb 19 anys i 69 dies.

## Història

### 1975–1983
El torneig va ser inaugurat l'any 1975 al West Centre Hotel de Londres, amb el deu millors jugadors de l'època. John Spencer va guanyar el inaugural torneig per derrotar Ray Reardon 9–8 en la final. A partir de l'any següent el torneig es va jugar al New London Theatre i a partir de 1979 al Wembley Conference Center.
A l'any 1981 el número de jugadors convidats per competir va ser augmentat a 12, i llavors augmentat un altre cop a 16 l'any 1983.

### 1984–2003
Des de 1984 els 16 millors jugadors del rànquing són automàticament convidats al torneig. En el mateixi1984 Kirk Stevens es va convertir en el primer jugador en fer un break màxim en la semifinal contra Jimmy White. A l'any 1988 Mike Hallett es va convertir en l'únic jugador fins a la data en perdre una final del Masters sense guanyar cap frame, 0–9 contra Steve Davis. Stephen Hendry establí un rècord que encara es manté en el torneig en aconseguir cinc victòries consecutives entre 1989 i 1993; la final de 1994 va perdre-la contra Alan McManus en un decider. Hallett va repetir final l'any 1991, però va perdre 8–9 contra Hendry, malgrat arribar a guanyar 7–0 i 8–2, derrota que el va allunyar dels llocs capdavanters en el snooker

### 2004–present

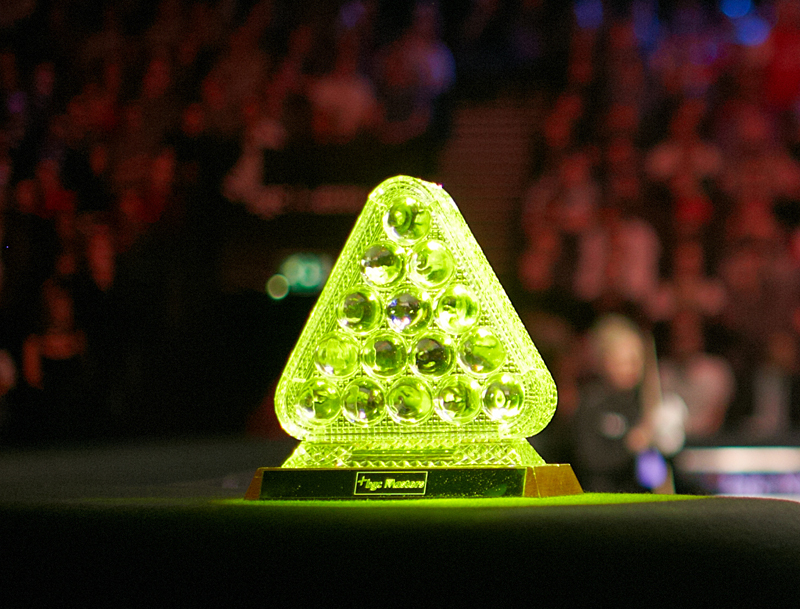
El trofeu del Masters utitlitzat des de 2004

A causa de les restriccions de Regne Unit sobre els anuncis de tabac, el torneig va tenir uns anys convulsos en concepte de patrocinis fins a l'any 2006. Aquesta edició fou la darrera en celebrar-se en el Wembley Conference Centre.
En un canvi lleu per 2007, es va afegir una plaça de wild-card a les dues que feia un temps que se'estaven concedint, però aquesta va ser la única edició que va arribar a tenir tres wild-cards. El torneig va traslladar-se al Wembley Arena.

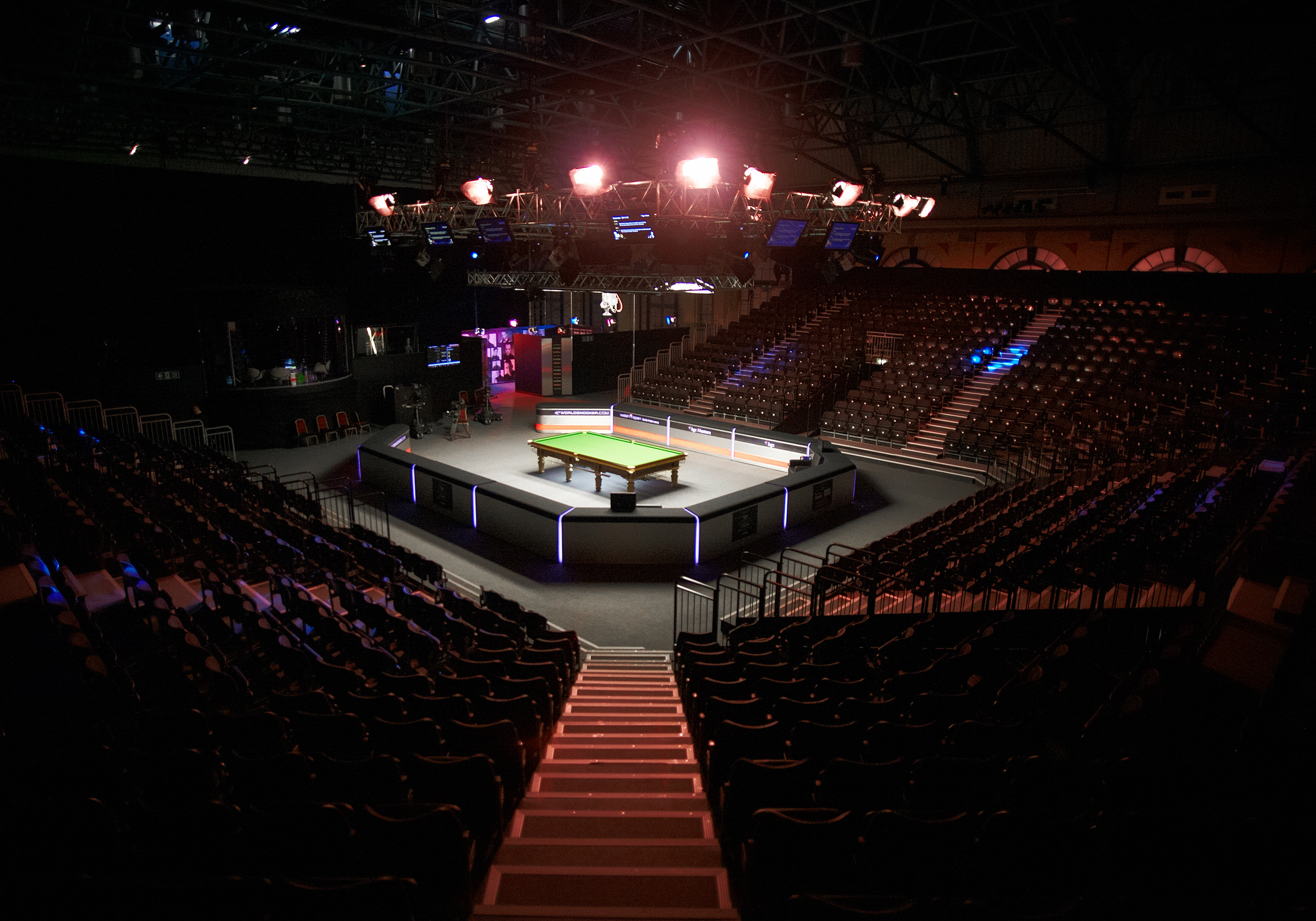
Escenari del torneig: l'Alexandra Palace l'any 2012

Ronnie O'Sullivan va arribar a quatre finals consecutives entre 2004 i 2007, guanyant les de 2005 i 2007. Paul Hunter va guanyar el primer d'aquests, recuperant de 2–7 avall per guanyar 10–9 en contra Ronnie, fent cinc centenes en el qual era el tercer Masters de Hunter.
Des de 2012 el torneig es juga a l'Alexandra Palace de Londres. Després d'uns quants canvis de patrocinador, des de 2014 el torneig és patrocinat per Dafabet. A causa de les restriccions provocades per la pandèmia de la Covid-19, l'edició de l'any 2021 s'ha jugat excepcionalment a Milton Keynes.
El 20 d'abril de 2016, el trofeu va ser rebatejat en honor de Paul Hunter.
En el 2017 Ronnie O'Sullivan va guanyar el seu setè títol del Masters, superant així els sis de Stephen Hendry. En el 2019 va aparèixer per tretzena vegada en una final del torneig, esdevenint un nou rècord del torneig, malgrat perdre-la contra Judd Trump, que es va estrenar en el palmarès.

## Format
El format ha estat en gran part inalterat d'ençà 1984 i en el torneig generalment hi participen els 16 millors jugadors del rànquing mundial. Entre 1990 a 2010 va existir una ronda prèvia on hi participaven els wild-cards.
El campió vigent del Masters és el primer cap de sèrie, mentre que el Campió del Món vigent és nomenat el segon cap de sèrie (assumint que són jugadors diferents). Els llocs restants són destinats a la resta de jugadors participants ordenats pel seu rànquing. A l'any 2006, el Campió del Món Shaun Murphy es trobava classificat en el lloc 21 del rànquing i Ian McCulloch, 16è del rànquing, va rebre una wild-card.
L'any 1984 i de 1986 a 1990 el sorteig va ser determinat pel cap de sèrie número 1 jugant amb el 16, el 8 jugant amb el 9, el 5 jugant amb el 12, etc., canviat lleugerament per l'edició de 1985. Amb la introducció de la ronda de wild-cards l'any 1990, aquest sistema es va modificar fent que el 15è i el 16è jugadors del rànquing havien de superar aquesta ronda contra els convidats. El canvi introduït al 1991 va ser que es sortejava la primera ronda, en què els jugadors amb rànquing entre 9 i 16 coneixien quin dels jugadors entre els llocs 1 i 8 serien els seus rivals.
A l'any 1996, els vuitens i els quarts de final van passar de 9 a 11 frames, mentre que la final va passar de 17 a 19 frames. Els partits de la ronda prèvia també van passar de 9 a 11 frames l'any 1999.

## Guanyadors
| Any  | Guanyador         | Corredor-amunt    | Puntuació final | Estació | Local de Londres          |
| ---- | ----------------- | ----------------- | --------------- | ------- | ------------------------- |
| 1975 | John Spencer      | Ray Reardon       | 9–8             | 1974/75 | West Centre Hotel         |
| 1976 | Ray Reardon       | Graham Miles      | 7–3             | 1975/76 | New London Theatre        |
| 1977 | Doug Mountjoy     | Ray Reardon       | 7–6             | 1976/77 | New London Theatre        |
| 1978 | Alex Higgins      | Cliff Thorburn    | 7–5             | 1977/78 | New London Theatre        |
| 1979 | Perrie Mans       | Alex Higgins      | 8–4             | 1978/79 | Wembley Conference Centre |
| 1980 | Terry Griffiths   | Alex Higgins      | 9–5             | 1979/80 | Wembley Conference Centre |
| 1981 | Alex Higgins      | Terry Griffiths   | 9–6             | 1980/81 | Wembley Conference Centre |
| 1982 | Steve Davis       | Terry Griffiths   | 9–5             | 1981/82 | Wembley Conference Centre |
| 1983 | Cliff Thorburn    | Ray Reardon       | 9–7             | 1982/83 | Wembley Conference Centre |
| 1984 | Jimmy White       | Terry Griffiths   | 9–5             | 1983/84 | Wembley Conference Centre |
| 1985 | Cliff Thorburn    | Doug Mountjoy     | 9–6             | 1984/85 | Wembley Conference Centre |
| 1986 | Cliff Thorburn    | Jimmy White       | 9–5             | 1985/86 | Wembley Conference Centre |
| 1987 | Dennis Taylor     | Alex Higgins      | 9–8             | 1986/87 | Wembley Conference Centre |
| 1988 | Steve Davis       | Mike Hallett      | 9–0             | 1987/88 | Wembley Conference Centre |
| 1989 | Stephen Hendry    | John Parrott      | 9–6             | 1988/89 | Wembley Conference Centre |
| 1990 | Stephen Hendry    | John Parrott      | 9–4             | 1989/90 | Wembley Conference Centre |
| 1991 | Stephen Hendry    | Mike Hallett      | 9–8             | 1990/91 | Wembley Conference Centre |
| 1992 | Stephen Hendry    | John Parrott      | 9–4             | 1991/92 | Wembley Conference Centre |
| 1993 | Stephen Hendry    | James Wattana     | 9–5             | 1992/93 | Wembley Conference Centre |
| 1994 | Alan McManus      | Stephen Hendry    | 9–8             | 1993/94 | Wembley Conference Centre |
| 1995 | Ronnie O'Sullivan | John Higgins      | 9–3             | 1994/95 | Wembley Conference Centre |
| 1996 | Stephen Hendry    | Ronnie O'Sullivan | 10–5            | 1995/96 | Wembley Conference Centre |
| 1997 | Steve Davis       | Ronnie O'Sullivan | 10–8            | 1996/97 | Wembley Conference Centre |
| 1998 | Mark Williams     | Stephen Hendry    | 10–9            | 1997/98 | Wembley Conference Centre |
| 1999 | John Higgins      | Ken Doherty       | 10–8            | 1998/99 | Wembley Conference Centre |
| 2000 | Matthew Stevens   | Ken Doherty       | 10–8            | 1999/00 | Wembley Conference Centre |
| 2001 | Paul Hunter       | Fergal O'Brien    | 10–9            | 2000/01 | Wembley Conference Centre |
| 2002 | Paul Hunter       | Mark Williams     | 10–9            | 2001/02 | Wembley Conference Centre |
| 2003 | Mark Williams     | Stephen Hendry    | 10–4            | 2002/03 | Wembley Conference Centre |
| 2004 | Paul Hunter       | Ronnie O'Sullivan | 10–9            | 2003/04 | Wembley Conference Centre |
| 2005 | Ronnie O'Sullivan | John Higgins      | 10–3            | 2004/05 | Wembley Conference Centre |
| 2006 | John Higgins      | Ronnie O'Sullivan | 10–9            | 2005/06 | Wembley Conference Centre |
| 2007 | Ronnie O'Sullivan | Ding Junhui       | 10–3            | 2006/07 | Wembley Arena             |
| 2008 | Mark Selby        | Stephen Lee       | 10–3            | 2007/08 | Wembley Arena             |
| 2009 | Ronnie O'Sullivan | Mark Selby        | 10–8            | 2008/09 | Wembley Arena             |
| 2010 | Mark Selby        | Ronnie O'Sullivan | 10–9            | 2009/10 | Wembley Arena             |
| 2011 | Ding Junhui       | Marco Fu          | 10–4            | 2010/11 | Wembley Arena             |
| 2012 | Neil Robertson    | Shaun Murphy      | 10–6            | 2011/12 | Alexandra Palace          |
| 2013 | Mark Selby        | Neil Robertson    | 10–6            | 2012/13 | Alexandra Palace          |
| 2014 | Ronnie O'Sullivan | Mark Selby        | 10–4            | 2013/14 | Alexandra Palace          |
| 2015 | Shaun Murphy      | Neil Robertson    | 10–2            | 2014/15 | Alexandra Palace          |
| 2016 | Ronnie O'Sullivan | Barry Hawkins     | 10–1            | 2015/16 | Alexandra Palace          |
| 2017 | Ronnie O'Sullivan | Joe Perry         | 10–7            | 2016/17 | Alexandra Palace          |
| 2018 | Mark Allen        | Kyren Wilson      | 10–7            | 2017/18 | Alexandra Palace          |
| 2019 | Judd Trump        | Ronnie O'Sullivan | 10–4            | 2018/19 | Alexandra Palace          |
| 2020 | Stuart Bingham    | Ali Carter        | 10–8            | 2019/20 | Alexandra Palace          |
| 2021 | Yan Bingtao       | John Higgins      | 10–8            | 2020/21 | Milton Keynes             |
| 2022 | Neil Robertson    | Barry Hawkins     | 10–4            | 2021/22 | Alexandra Palace          |

## Estadística

### Finalistes
| Nom               | Nacionalitat     | Guanyador | Finalista | Finals |
| ----------------- | ---------------- | --------- | --------- | ------ |
| Ronnie O'Sullivan | Anglaterra       | 7         | 6         | 13     |
| Stephen Hendry    | Escòcia          | 6         | 3         | 9      |
| Mark Selby        | Anglaterra       | 3         | 2         | 5      |
| Cliff Thorburn    | Canadà           | 3         | 1         | 4      |
| Steve Davis       | Anglaterra       | 3         | 0         | 3      |
| Paul Hunter       | Anglaterra       | 3         | 0         | 3      |
| Alex Higgins      | Irlanda del Nord | 2         | 3         | 5      |
| John Higgins      | Escòcia          | 2         | 3         | 5      |
| Neil Robertson    | Austràlia        | 2         | 2         | 4      |
| Mark Williams     | Gal·les          | 2         | 1         | 3      |
| Ray Reardon       | Gal·les          | 1         | 3         | 4      |
| Terry Griffiths   | Gal·les          | 1         | 3         | 4      |
| Doug Mountjoy     | Gal·les          | 1         | 1         | 2      |
| Jimmy White       | Anglaterra       | 1         | 1         | 2      |
| Ding Junhui       | R.P. de la Xina  | 1         | 1         | 2      |
| Shaun Murphy      | Anglaterra       | 1         | 1         | 2      |
| Yan Bingtao       | R.P. de la Xina  | 1         | 1         | 0      |
| John Spencer      | Anglaterra       | 1         | 0         | 1      |
| Perrie Mans       | Sud-àfrica       | 1         | 0         | 1      |
| Dennis Taylor     | Irlanda del Nord | 1         | 0         | 1      |
| Alan McManus      | Escòcia          | 1         | 0         | 1      |
| Matthew Stevens   | Gal·les          | 1         | 0         | 1      |
| Mark Allen        | Irlanda del Nord | 1         | 0         | 1      |
| Judd Trump        | Anglaterra       | 1         | 0         | 1      |
| Stuart Bingham    | Anglaterra       | 1         | 0         | 1      |
| John Parrott      | Anglaterra       | 0         | 3         | 3      |
| Mike Hallett      | Anglaterra       | 0         | 2         | 2      |
| Ken Doherty       | Irlanda          | 0         | 2         | 2      |
| Barry Hawkins     | Anglaterra       | 0         | 2         | 2      |
| Graham Miles      | Anglaterra       | 0         | 1         | 1      |
| James Wattana     | Tailàndia        | 0         | 1         | 1      |
| Fergal O'Brien    | Irlanda          | 0         | 1         | 1      |
| Stephen Lee       | Anglaterra       | 0         | 1         | 1      |
| Marco Fu          | Hong Kong        | 0         | 1         | 1      |
| Joe Perry         | Anglaterra       | 0         | 1         | 1      |
| Kyren Wilson      | Anglaterra       | 0         | 1         | 1      |
| Ali Carter        | Anglaterra       | 0         | 1         | 1      |

- Els jugadors actius són mostrats en negreta

### Campions per país
| País | Jugadors | Total | Primer títol | Últim títol |
| ---- | -------- | ----- | ------------ | ----------- |
|      | 9        | 21    | 1975         | 2020        |
|      | 3        | 10    | 1989         | 2006        |
|      | 5        | 6     | 1976         | 2003        |
|      | 3        | 4     | 1978         | 2018        |
|      | 2        | 2     | 2011         | 2021        |
|      | 1        | 3     | 1983         | 1986        |
|      | 1        | 2     | 2012         | 2022        |
|      | 1        | 1     | 1979         | 1979        |

## Ronda prèvia o de wild-cards
Pels 21 tornejos celebrats entre 1990 a 2010 hi hi havia una ronda prèvia sobre quins dos jugadors addicionals (tres l'any 2007) per decidir els setze jugadors del quadre final. Aquests jugaven contra els jugadors amb rànquing 15 i 16 (14, 15 i 16 l'any 2007) per assolir la ronda de vuitens de final.
Cap dels jugadors que van jugar en la ronda prèvia va guanyar el torneig tot i que dos jugadors, John Higgins (1995) i Ding Junhui (2007) va arribar a la final.